# Choudétsi
Choudétsi, en grec moderne : Χουδέτσι, est un village du dème d'Archánes-Asteroússia, dans le district régional de Héraklion, de la Crète, en Grèce. Selon le recensement de 2011, la population de Choudétsi compte 780 habitants.
Le village est situé à une altitude de 470 mètres et à une distance de 22 km de Héraklion.

## Recensements de la population
| Recensements | 1900 | 1920 | 1928 | 1940 | 1951 | 1961 | 1971 | 1981 | 1991 | 2001 | 2011 |
| ------------ | ---- | ---- | ---- | ---- | ---- | ---- | ---- | ---- | ---- | ---- | ---- |
| Population   | 362  | 492  | 612  | 633  | 628  | 770  | 727  | 855  | /    | 863  | 780  |